# Mario Liverani
Mario Liverani   (Roma, 10 de gener de 1939) és un historiador, orientalista i arqueòleg italià, professor emèrit d'Història del Pròxim Orient a la Universitat de Roma La Sapienza, fundador i director de la revista Vicino Orient, membre de l'American Oriental Society, Accademia delle Scienze de Torí i doctor honoris causa per la Universitat de Copenhaguen i per la Universitat Autònoma de Madrid. És considerat un dels principals especialistes en història antiga d'Orient pels seus treballs sobre les relacions internacionals durant el Bronze final.

## Carrera
Els seus treballs més cèlebres, als quals va dedicar sobretot els primers anys de la seva carrera, se centren en l'estudi de les interrelacions entre Mitani, els hitites i Egipte a la zona del Llevant septentrional durant el Bronze final. Tot i així, la seva àrea d'estudis té una gran amplitud, des Sumèria fins a l'Imperi persa i els garamants.
El seu treball L'Antic Orient: Història, societat i economia és un compendi de el coneixement actual sobre l'antic Orient Pròxim, en les seves dimensions econòmica, social, política, cultural i ideològica.
És autor de monografies especialitzades com ara Storia di Ugarit mell'età degli archivi politici (Història dels ugarit a l'edat dels arxius polítics, 1962), L'origini della città (L'origen de la ciutat, 1986) i Més enllà de la Bíblia (2005).

## Reconeixement
- 2014 Sheikh Zayed Book Award en «Arabic Culture in Other Languages» pel seu llibre Imagining Babylon.

## Selecció d'obres publicades
- Storia di Ugarit nell'età degli archivi politici, 1962.
- L'origine delle città - Le prime comunità urbane del Vicino Oriente.  Roma: Editori Riuniti, 1986.
- Guerra e diplomazia nell'antico Oriente (1600-1100 a.C.), 1990. ISBN 88-420-3400-2.
- Studies on the Annals of Ashurnasirpal II. vol. 2: Topographical Analysis, 1992.
- Akkad, the First World Empire, 1993.
- Neo-Assyrian Geography, 1995.
- Uruk la prima città, 1998. ISBN 88-420-5622-7.
- International Relations in the Ancient Near East, 1600-1100 BC, 2001. ISBN 0-333-76153-7.
- Oltre la Bibbia, 2003. ISBN 88-420-7060-2.
- Myth and Politics in Ancient Near Eastern Historiography.  Londres: Equinox, 2004. ISBN 1-904768-04-0.
- Antico Oriente. Storia, società, economia, 2009. ISBN 978-88-420-9041-0.
- Uruk. The First City.  Londres: Equinox, 2006. ISBN 1-84553-193-0.
- Assiria. La preistoria dell'imperialismo, 2017. «EAN 9788858126684»